# Josep Martí i Pérez
Josep Martí i Pérez (Barcelona, 1954) és un antropòleg i etnomusicòleg català.
Estudià Filosofia i Lletres a la Universitat de Barcelona del 1971 al 1973 i Antropologia cultural i Etnomusicologia a la Universitat de Göttingen del 1978 a 1982. Es va doctorar a la Universitat de Marburg a Alemanya el 1985. Va estudiar Música al Conservatori Municipal de Música de Barcelona del 1971 al 1975. Des de 1989 dirigeix projectes d'investigació científica treballant a la Institució Milà i Fontanals de Recerca en Humanitats del Consell Superior d'Investigacions Científiques a Barcelona. Ha estat membre fundador de la Societat Ibèrica d'Etnomusicologia (SIBE). Des de l'any 1986 ha participat de manera activa a diferents congressos. Així, ha participat en el IX Congrés Internacional del Seminari Europeu d'Etnomusicologia i va ser el president del comitè científic de l'International Council of Traditional Music: International Colloquium in Spain: Music in and from Spain: Identities and Transcultural Processes, celebrat a Oviedo el 1999. És autor de nombroses publicacions. Ha estat coordinadoe de col·loquis i ha impartit classes a diversos centres docents, com el Conservatori Superior de Música del Liceu, la Universitat de Göttingen, la Universitat de Barcelona (UB), la Universitat Autònoma de Barcelona (UAB) o la Universitat Internacional Menéndez Pelayo (UIMP), entre altres institucions. L'any 2001 se li atorgà el Premi de Musicologia Khiustin Tornés.